# Ardèche
Ardèche este un departament în sud-estul Franței, situat în regiunea Auvergne-Ron-Alpi. Este unul dintre departamentele Franței create în urma Revoluției din 1790. Este numit după râul omonim ce traversează departamentul.

## Localități selectate

### Prefectură
- Privas

### Sub-prefecturi
- Largentière
- Tournon-sur-Rhône

### Alte orașe
- Annonay

## Diviziuni administrative
- 3 arondismente;
- 33 cantoane;
- 339 comune;